# Nicolás Infante Diaz
Nicolás del Carmen Infante Diaz (Palenque, 4 de septiembre de 1847 - 1 de enero de 1885) fue un liberal y revolucionario ecuatoriano.

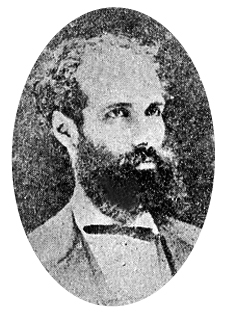
General liberal ecuatoriano Nicolás Infante Diaz.

Fueron sus padres, el Sr. Nicolás Infante Bustamante, Guayaquileño y Doña María de la Trinidad Díaz, Portovejense. No había cumplido 10 años cuando murió su progenitora, optó por trasladarse a Guayaquil dejando los predios agrícolas. En la ciudad de Guayaquil recibió enseñanzas de un maestro chileno de apellido Chica, quien le inculcó pensamientos liberales.

## Actividades
En el año de 1876, Nicolás Infante Díaz participó en un golpe de Estado en Guayaquil y fue proclamado "Jefe Supremo del Partido Liberal Radical" por el general Eloy Alfaro, desde entonces participó en numerosas revoluciones con la de Mapasingue, Masculillo con un ejército denominado: "Húsares de Chapulos".

## Muerte
El 1 de enero de 1885, cuando el Coronel Nicolás Infante Díaz tenía 38 años, fue fusilado por un guardia.